# عندما يسقط الجسد (فلم)
فيلم عندما يسقط الجسد هو فيلم سينمائي درامى مصرى من إنتاج سنة 1977 بطولة: محمود ياسين وناهد شريف ومن إخراج: نادر جلال وتأليف: حلمي سالم.

## قصة الفيلم
محمود عبد الستار أحد المدرسين الجادين، جاء من الريف ليعيش بالقاهرة، ذات مساء يذهب من غير رغبته إلى أحد المنازل التي تدار للدعارة مع أحد الأصدقاء الذي يعرفه على مجموعة من النماذج البشرية التي لم يرها مطلقًا، هناك تحدث المفاجأة، ففى وسط هذا الحشد بمستوياته الأخلاقية المتدنية، يقع بصره على مديحة الفتاة الجميلة الصغيرة التي كانت تلميذته، وقت أن فتن بها، تتلاعب أوتار الحب في جنباته، وتتوالى أحداث الفيلم.

## الممثلون
- محمود ياسين
- ناهد شريف
- نورا
- سمير غانم
- مريم فخر الدين
- عزة كمال
- ناهد سمير

## روابط خارجية
- مقالات تستعمل روابط فنية بلا صلة مع ويكي بيانات
- عندما يسقط الجسد على موقع الدهليز